# Herborn (Rosport-Mompach)
Herborn es una localidad perteneciente a la comuna de Rosport-Mompach, en el cantón de Echternach, Luxemburgo.

## Geografía
Se encuentra a una altitud de 292 m s. n. m.

## Demografía
Hasta enero de 2024 la población era de 179 habitantes.
| Gráfica de evolución demográfica de Herborn entre 1981 y 2024 |
|                                                               |
| Datos según City Population y Rosport-Mompach.lu.             |